# Destructor Asashio (1936)
L'Asashio (朝潮, "Marea matinal") va ser el vaixell principal dels deu destructors de classe Asashio construïts per a la Marina Imperial Japonesa a mitjans dels anys trenta sota el Programa d'Expansió Naval Suplementari del Cercle Dos (Maru Ni Keikaku).

## Història
Els destructors de la classe Asashio eren més grans i més capaços que la classe Shiratsuyu anterior, ja que els arquitectes navals japonesos ja no estaven limitats per les disposicions del Tractat Naval de Londres. Aquests vaixells de la mida d'un creuer lleuger van ser dissenyats per aprofitar el lideratge del Japó en tecnologia de torpedes i per acompanyar la força d'atac principal japonesa i en atacs tant diürns com nocturns contra l'armada dels Estats Units mentre avançava a través de l'oceà Pacífic, segons les projeccions estratègiques de la marina japonesa. Tot i ser una de les classes de destructors més poderoses del món en el moment de la seva finalització, cap va sobreviure a la guerra del Pacífic.
L'Asashio, construït a l'Arsenal Naval de Sasebo va tenir la quilla col·locada el 7 de setembre de 1935, avarat el 16 de desembre de 1936 i posat en servei el 31 d'agost de 1937. Durant les proves, l'Asashio va experimentar problemes de direcció i la seva maniobrabilitat era inacceptable. La classe es va equipar amb un disseny de popa i timó redissenyat per resoldre el problema. També es van resoldre altres problemes, que involucraven principalment les noves i sofisticades turbines de 50.000 CV (37.000 kW).

## Història operativa
En el moment de l'atac a Pearl Harbor, l'Asashio servia com a vaixell insígnia de la 8 Divisió de Destructors (Desdiv 8) i formava part del 2n Esquadró de Destructors (Desron 2), escortant el Cos Principal de la Força del Sud de l'almirall Nobutake Kondō fora del Districte Guàrdia Mako com a cobertura llunyana de les forces d'invasió de Malàisia i Filipines el desembre de 1941. l'Asashio va escortar un comboi de tropes malaies de Mako cap a Singora, després va entrar a Hong Kong el 5 de gener de 1942. Va escortar un altre comboi de tropes a Davao, i després va acompanyar la força d'invasió d'Ambon (31 de gener), la força d'invasió de Makassar (8 de febrer) i la força d'invasió de Bali/Lombok (18 de febrer).

### Batalla de l'estret de Badung
La nit del 19 de febrer de 1942, l'Asashio va participar en la batalla de l'estret de Badoeng. L'Asashio protegia el transport Sasago Maru davant Bali quan una flota aliada va atacar. A l'Asashio se li atribueix l'enfonsament del destructor holandès HNLMS  Piet Hein amb un torpede, a més d'impactes d'artilleria contra el creuer lleuger holandès HNLMS  Tromp i el destructor nord-americà USS Stewart. L'Asashio va patir danys lleugers: va ser colpejat una vegada amb un obús de 76 mm (3 polzades) de Tromp , perdent un reflector, quatre homes morts i 11 ferits. Va remolcar el seu vaixell germà Michishio danyat fins a Makassar després de la batalla.
Al març, Desdiv 8 va tornar a Yokosuka. A l'abril, la 8 Divisió de Destructors va ser reassignada al 4t Esquadró de Destructors (Desron 4). L'esquadró va navegar cap a la badia de Manila per ajudar en el bombardeig de Corregidor a finals d'abril i maig de 1942, tornant a Kure, abans de desplegar-se a Guam.

### Batalla de Midway
A la batalla de Midway del 4 al 6 de juny de 1942, l'Asashio i el 4t Esquadró de Destructors van escortar el grup de suport de l'almirall Takeo Kurita cobrint el comboi de tropes de Midway. Va patir danys mitjans en atacs aeris el 6 de juny, quan va rebre l'impacte d'una bomba de 500 lliures (230 kg), que va matar 22 tripulants. Va ajudar al seu vaixell germà Arashio a rescatar 240 supervivents del creuer pesant Mikuma, després va escortar el creuer paralitzat Mogami fins a Truk el 14 de juny. Després de les reparacions d'emergència del vaixell de reparacions Akashi, l'Asashio va navegar cap a Sasebo per a reparacions més extenses el 29 de juny. Després va ser reassignat a la 8a Divisió de Destructors i va tenir la seu al districte naval de Yokosuka.

### Batalles navals de Guadalcanal
Després d'un èxit de subministrament a Jaluit i de transport de tropes a Guadalcanal al setembre i octubre, l'Asashio va formar part de l'escorta de la Força de Suport de l'Almirall Gunichi Mikawa durant diverses batalles navals prop de Guadalcanal al novembre, però no va veure combat. El 14 de novembre, l'Asashio va assistir al creuer lleuger Isuzu danyat . Després, la 8a Divisió de Destructors va fer tres trajectes de transport de tropes, el "Tokyo Express" de Rabaul a Buna a finals de novembre i principis de desembre de 1942. Després de la primera, l'Asashio va remolcar el destructor danyat Umikaze de tornada a Rabaul el 21 de novembre. La tercera travessa va ser avortada a causa de l'atac aeri aliat el 8 de desembre; L'Asashio va quedar inhabilitar temporalment a causa de gairebé accidents provocats per bombes des de la seva popa. Aleshores, la divisió va fer un transport de tropes amb èxit a Finschhafen el 18 de desembre.
El 7 de gener, Asashio i la 8a Divisió de Destructors van escortar el Zuikaku, el Mutsu i el Suzuya de Truk a Kure, després van tornar a Truk. El 7 de febrer, la divisió va repetir la missió d'escorta a Kure amb el portaavions Chūyō. Aleshores, la divisió va escortar un altre comboi de Truk a Rabaul, i un transport de tropes va anar de Rabaul a Madang i tornada. La divisió va ser assignada al 3r Esquadró de Destructors de la 8a Flota de la Marina Imperial Japonesa el 25 de febrer.

### Batalla del mar de Bismarck
El 3 de març de 1943, l'Asashio i el 3r Esquadró van escortar un comboi de tropes des de Rabaul cap a Lae. A la batalla del mar de Bismarck, el comboi va ser colpejat per un atac aeri aliat. Després de resistir les primeres onades, l'Asashio va ser bombardejat i metrallat més tard durant el dia mentre intentava rescatar els supervivents del destructor Arashio i del vaixell de tropes Nojima Maru. Es va perdre amb uns 200 homes, aproximadament 45 milles nàutiques (83 km) al sud-est de Finschhafen, Nova Guinea a la posició (07° 15′ S, 148° 15′ E / 7.250°S,148.250°E). Entre les baixes hi havia el comandant de la 8a Divisió de destructors, el capità Yasuo Sato. Pocs supervivents van escapar en un vaixell salvavides que també va rescatar el capità del Nojima Maru .
L'Asashio va ser eliminat de la llista de la marina l'1 d'abril de 1943.